# 陶山慎晃
陶山 慎晃（すやま みつてる、1980年9月5日 - ）は、元テレビ愛知アナウンサー。愛知県西春日井郡西春町（現・北名古屋市）出身。南山大学卒業。血液型A型。

## 来歴
大学卒業後、2003年4月にテレビ愛知にアナウンサーとして入社。同期に渡辺由紀子がいる。2007年3月にテレビ愛知を退社した。
入社前、テレビ朝日アスクに通っていたことがある。

## 担当番組
- TXNニュースアイ テレビ愛知ローカルパート（「うぃーくえんど・アイ」担当）
- 板東英二の虹スタ! （「虹スタシネマプレビュー」担当）
- ニュース&ワイド マイユウ! （リポーター）
- Second Call （水曜・木曜・金曜サブキャスター） - 陶山の退社後は中本克樹が代行。
- TVAニュースフラッシュ（キャスター）
- サムライスタジアム（ベンチリポーター）
- あいち発
- その他の広報・告知関連番組